# Andropogon chinensis
Andropogon chinensis är en gräsart som först beskrevs av Christian Gottfried Daniel Nees von Esenbeck, och fick sitt nu gällande namn av Elmer Drew Merrill. Andropogon chinensis ingår i släktet Andropogon och familjen gräs. Inga underarter finns listade i Catalogue of Life.